# فيليب ارتشر
فيليب ارتشر (بالإنجليزية: Phillip Archer)‏ هو لاعب غولف بريطاني، ولد في 17 مارس 1972 في وارينغتون في المملكة المتحدة.

## وصلات خارجية
- الموقع الرسمي
- فيليب ارتشر على موقع رابطة أوروبا للاعبي الغولف المحترفين (الإنجليزية)
- فيليب ارتشر على موقع التصنيف العالمي الرسمي للغولف (الإنجليزية)